# Miss Oyu
Pour plus de détails, voir Fiche technique et Distribution.
Miss Oyu (お遊さま, Oyū-sama) est un film japonais de Kenji Mizoguchi sorti en 1951. Cette œuvre est tirée d'un roman de Jun'ichirō Tanizaki : Ashikari.

## Synopsis
Miss Oyu raconte l'histoire d'un homme, Shinnosuke, en quête d'une épouse. Le jour où lui est présentée Oshizu, il s'éprend de sa sœur Oyu, une jeune veuve. Ne pouvant se marier avec cette dernière, il choisit d'épouser Oshizu. Les rapports entre les trois personnages, pris entre le carcan des conventions sociales et la force de leurs passions, évoluent sous le regard d'une caméra les saisissant dans leur intimité. 

## Fiche technique
- Titre : Miss Oyu
- Titre original : お遊さま (Oyū-sama?)
- Réalisation : Kenji Mizoguchi

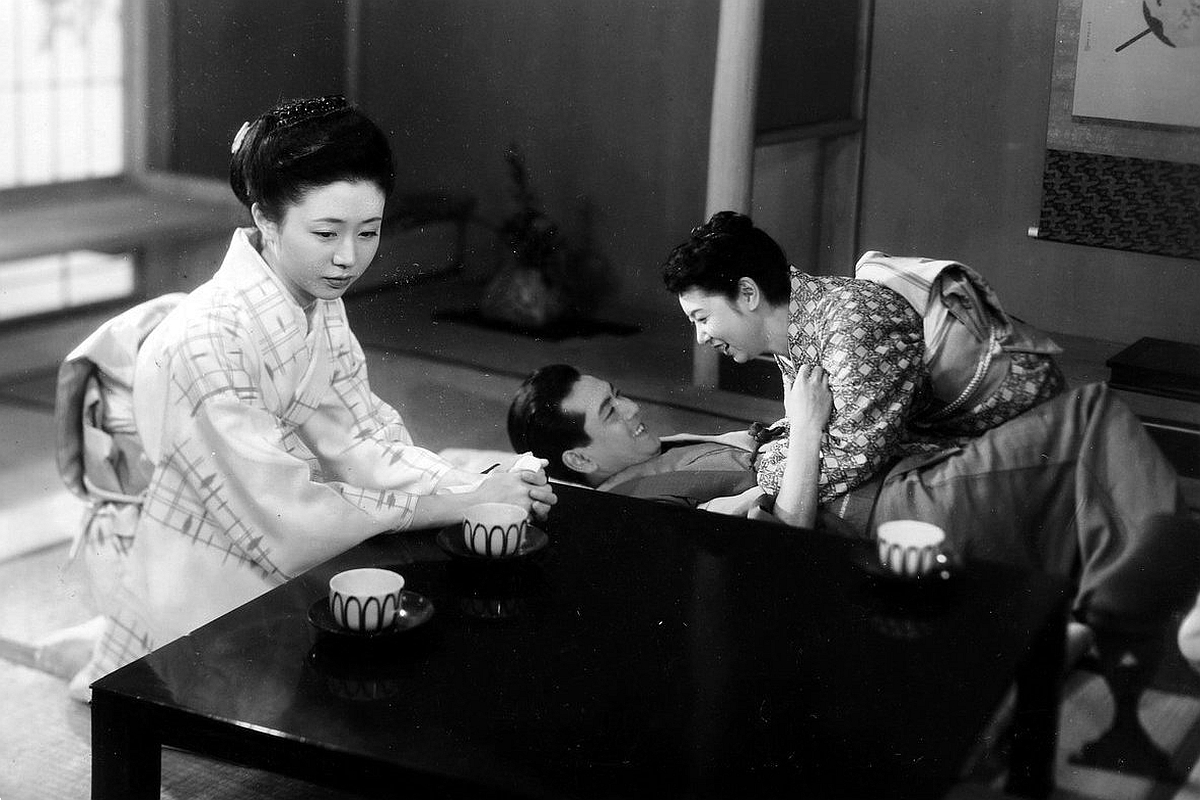
Nobuko Otowa, Yūji Hori et Kinuyo Tanaka (de gauche à droite) dans une scène de Miss Oyu

- Scénario : Yoshikata Yoda d'après le roman de Jun'ichirō Tanizaki : Le Coupeur de roseaux (Ashikari), publié en 1932
- Production : Masaichi Nagata
- Société de production : Daiei
- Musique : Fumio Hayasaka
- Photographie : Kazuo Miyagawa
- Montage : Mitsuzo Mayata
- Pays d'origine :  Japon
- Langue originale : japonais
- Format : noir et blanc - 1,37:1 - 35 mm - son mono
- Genre : drame
- Durée : 95 minutes[2] (métrage : dix bobines - 2 609 m[2])
- Dates de sortie : 
  - Japon : 22 juin 1951[2]
  - France : 30 novembre 1983[3]

## Distribution
- Kinuyo Tanaka : Oyū Kayukawa
- Nobuko Otowa : Oshizu
- Yūji Hori (ja) : Shinnosuke Seribashi
- Kiyoko Hirai : Osumi
- Reiko Kongō : Otsugi Kayukawa
- Eijirō Yanagi : Eitaro
- Eitarō Shindō : Kusaemon

## Commentaire
- Miss Oyu est un drame sentimental dans lequel la passion de deux amants s'exacerbe à force de frustrations. « Ce récit d'un sacrifice amoureux, où l'on voit un jeune homme épouser la sœur de celle qu'il aime, pour déjouer les interdits qui tiennent celle-ci éloignée de lui - cette Miss Oyû inaccessible est veuve et le code social veut qu'elle dépende à jamais de sa belle-famille -, nous est contée sur un ton de sérénité crispée qui ne va pas sans glacer le cœur. »[4]
- Dans le roman de Jun'ichirō Tanizaki,« l'auteur ne s'attache pas à la description concrète de l'héroïne Oyû, sinon pour dire qu'elle a un visage de petite poupée [...] Oyû est, ici, une femme d'une douce naïveté, gentille et indifférente. [...] Oyû apparaît, en outre, chez Tanizaki, trop statique et placide. Il nous fut difficile de démolir ce parti pris romanesque [...] », constate Yoshikata Yoda, scénariste de Kenji Mizoguchi[5]. « Or, pour le film il fallait que l'actrice Kinuyo Tanaka incarne de façon très « physique » ce personnage, par ailleurs voilé de mystère. [...] Kinuyo Tanaka coïncidait mal avec l'idée que l'on pouvait se faire d'Oyu. Son interprétation a déformé l'image de l'héroïne et fait que l'on ne distinguait plus ce qui la différenciait d'Oshizu, l'épouse légitime de Shinnosuke. Elles n'étaient plus que deux amantes de celui-ci », ajoute en substance Y. Yoda. Le scénariste explique également ceci : « Il me fallait nouer le drame autour d'un triangle amoureux. Tâche difficile que de faire admettre cette notion au public. Dans le roman, l'histoire est racontée par le biais d'un vieil homme [...]. Ses souvenirs ont conservé l'étonnement du regard de l'enfant qu'il était alors. [...] Il fallait préserver dans le film le caractère onirique du souvenir. J'ai donc insisté sur cet aspect narratif pour que cette recherche du temps enfui renforce le mystère. Mais ces flash-back superposés furent impitoyablement refusés par le directeur du studio de Kyoto de la Daiei. »[6]
- Miss Oyu ne doit pourtant pas être dédaigné : « la passion de Mizoguchi pour les coutumes du Japon traditionnel telles qu'elles ont survécu au cours de l'ère Meiji »[7] s'exerce, une fois encore, de manière fascinante. « Aux longs plans lumineux d'extérieurs idylliques [...] succèdent des moments de crise où le système de cloisonnements de l'habitat japonais trahit la paradoxale fragilité des mœurs ancestrales. »[8]
- Bien que l'action du film soit situé autour des années 1940, la modernité n'y fait que de rares incursions. La dernière séquence, où l'on voit Shinnosuke (Yūji Hori (ja)) disparaître dans la brume d'un étang éclairé par une lune blafarde - cette lune, symbole de mélancolie dans la tradition nippone -, résonne comme « la conclusion désespérée d'une tragédie individuelle, mais aussi comme un adieu à la noblesse d'une manière de vivre. »[7]